# Martin Blix
Martin Blix, född 2 april 1973 i Järfälla, är en svensk artist. Blix är medlem i Domenicer tillsammans med Josefin Crafoord och Wai Chan.
Tillsammans med Bobby Ljunggren, Annelie Martin och Henrik Wikström skrev han låten "Rain" till Josef som medverkade i Melodifestivalen 2005.
År 2012 startade Martin Blix Italodisco-bandet Italove tillsammans med Mats Rubarth och Dave LaRoxx. Tillsammans med Quetzala Blanco blev Martin bisittare till Josefin Crafoord i podcasten Ihop med Josefin under 2013.